# Eurydice arabica
Eurydice arabica là một loài chân đều trong họ Cirolanidae. Loài này được Jones miêu tả khoa học năm 1974.